# Новоакбулатово
Новоакбула́тово (рос. Новоакбулатово, башк. Яңы Аҡбулат) — присілок у складі Мішкинського району Башкортостану, Росія. Адміністративний центр Акбулатовської сільської ради.
Населення — 514 осіб (2010; 536 у 2002).
Національний склад:
- марійці — 79 %